# 华升股份
华升股份（简称：华升股份，曾简称“益鑫泰”；上交所：600156）为一家办公地址和注册地位于湖南省长沙市的纺织业上市公司，主营苎麻纺织品、服装及维尼纶系列产品的生产、销售与进出口业务。2010年，公司销售收入88,691.91万元，净利润420.18万元。公司注册与办公地点位于长沙市芙蓉中路三段420号华升大厦七楼。
华升股份为由湖南华升工贸进出口(集团)公司作为主要发起人，联合中国服装集团公司和湖南省益阳市财源建设投资有限公司共同发起, 采用募集方式拟设立的股份有限公司；1998年5月27日于上海证券交易所上市交易。到2010年12月31日，公司总资产98,466.11万元，总股本扩充至40,211.07万股。华升股份为湖南华升集团龙头企业；集团成立于1988年，1996年被列为国家重点企业之一，产品85%以上外销，主要出口欧盟、美国、韩国、日本及南美等国家和地区，集团持股比例占44.42%。